# Francesca Gherardi

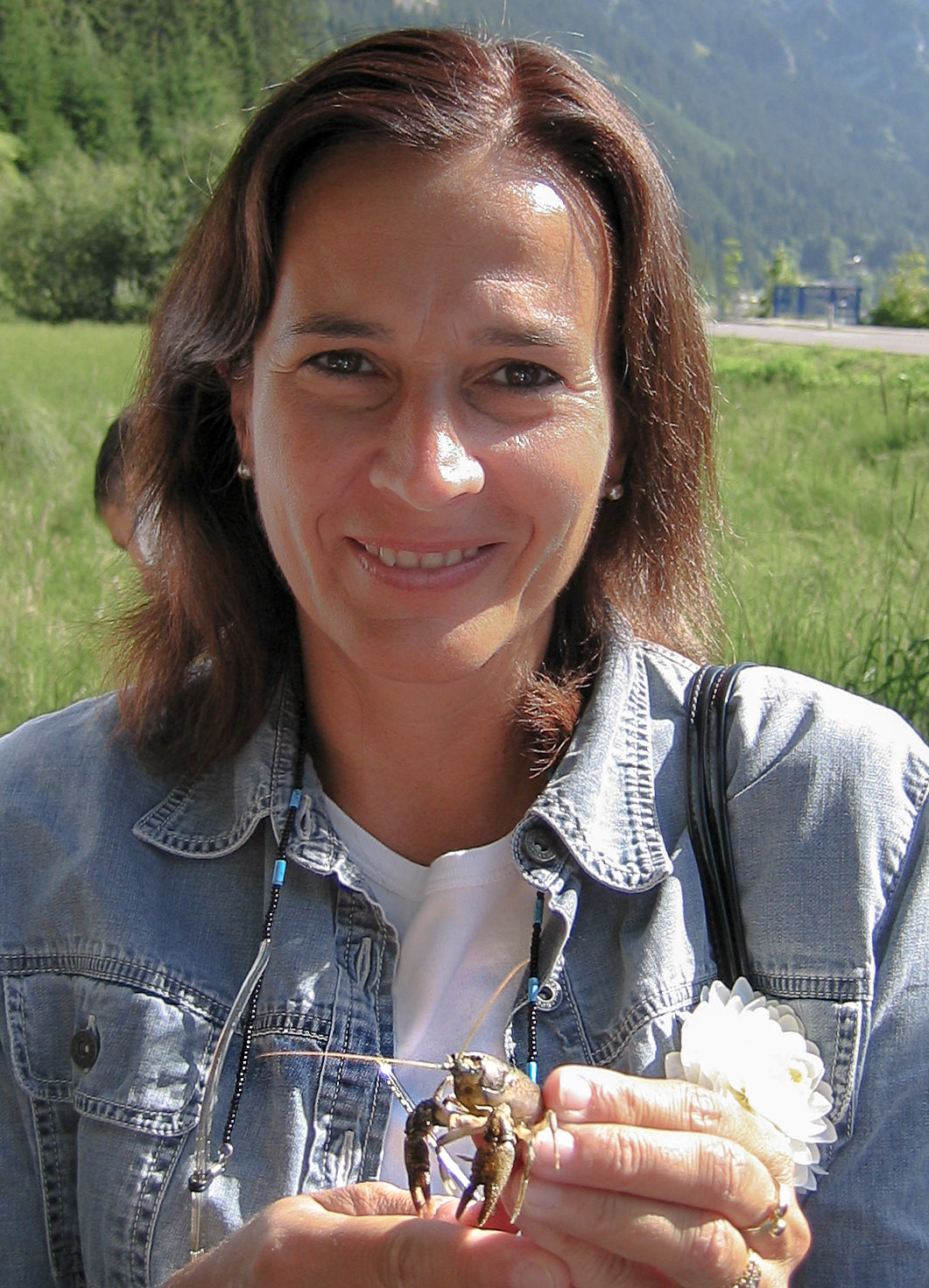
Francesca Gherardi nel 2004 con un gambero di fiume in mano

(Gherardi Francesca Dipartimento di Biologia Evoluzionistica, Università degli Studi di Firenze)
Francesca Gherardi (Firenze, 12 novembre 1955 – Firenze, 14 febbraio 2013) è stata una zoologa italiana.

## Biografia
Figlia di un noto gioielliere in Ponte Vecchio e seconda di tre fratelli (Ugo e Simonetta). Si è laureata presso l'università di Firenze con il massimo dei voti il 19 giugno del 1979; successivamente l'8 luglio del 1987 ha conseguito il "dottorato di ricerca" in biologia animale (etologia) con una tesi sull'"Eco-etologia del granchio di fiume, Potamon fluviatile".
Ha lavorato prima come ricercatrice e poi dal 2010 come professore associato di zoologia,  nel corso di laurea in scienze naturali presso il dipartimento di biologia dell'università di Firenze insegnando: Conservazione e gestione delle risorse faunistiche ed Etologia applicata. Inoltre ha anche insegnato: Conservazione della Fauna presso il corso di laurea della Facoltà di Agraria.
È stata esperta, internazionalmente riconosciuta, nel campo dell'ecologia e l'etologia dei crostacei e delle invasioni biologiche di specie aliene.
È stata coordinatrice e partner di molti progetti nazionali ed internazionali; tra i tanti presidente della IAA (International Association of Astacology) dal 2004-06 e Past-President dal 2007-08.
Membro attivo della IUCN (International Union for Conservation of Nature) è stata segretario dal 2000-02 e poi presidente dal 2002-04.
Indicata come expert di invasioni biologiche nel database di European Research Network on Aquatic Invasive Species (ERNAIS). ed esperta di crostacei decapodi.
È stata inoltre professoressa invitata presso la Monmouth University (NJ, USA) nel 2002 e "summer fellow" al Marine Biological Laboratory di Woods Hole (MA, USA) nel 2003 e  "invited scholar" Columbia University (NY, USA) in 2006 and 2007. È stata anche professoressa invitata presso l'Università di Poitiers in Francia nel 2011.
È stata responsabile, fino alla data della sua morte, di STRIVE (Strategie e metodi per la gestione delle specie alloctone invasive) che è il primo corso di perfezionamento sulle specie invasive in Italia; nonché membro dello staff di RARITY.
È stata anche membro delle seguenti organizzazioni:
- A.A.A.S.	(American	Association	for	the	Advancement	of	Science).
- A.I.S.A.S.P.	(Società	Italiana	per	lo	Studio	degli	Artropodi	Sociali	e	Parasociali).
- CoNISMa	(Comitato	Nazionale	Interuniversitario	di	Scienze	del	Mare).
- I.A.A	(International	Association	of	Astacology).
- S.I.E.	(Società	Italiana	di	Etologia).
- T.C.S.	(The	Crustacean	Society).
- N.A.T.O.	Collaborative	Linkage	Network	“Life‐history	traits	as	predictors	in	assessing	risks	of	non‐native	fishes”
- Inclusa	nella	Directory	of	Members	1998,	pubblicato	da	American	Association	for	the	Advancement	of	Science.
- Membro	del	comitato	direttivo	dell'International	Association	of	Astacology	(I.A.A.)
- Membro	dell'	Invasive	Species	Specialist	Group	(ISSG)	in	seno	all'IUCN	Species	Survival	Commission	(SSC)
- Esperto	nominata	dalla	IUCN	per	la	compilazione	di	Red	List	per	specie	dulcacquicole	nella	Regione	Mediterranea
- Esperto	nominata	dalla	ESFA:	European	Food	Safety	Authority
- Membro	del	Freshwater	Crab	and	Crayfish	Specialist	Group	in	seno	all'IUCN

Ha svolto attività di ricerca in Africa, Australia, Israele e gli Stati Uniti ed anche in molti Paesi europei, oltre che in Italia.

## Produzione scientifica
Ha svolto l'attività di referee per 102 riviste e in 35 libri è stata redattrice oltre a 12 pubblicazioni divulgative; ha pubblicato 205 articoli scientifici più 8 in attesa di pubblicazione postuma; inoltre è stata relatrice in 209 congressi con comunicazioni orali o poster. La sua ultima comunicazione è stata all'International	Association	of	Astacology	(IAA) al 19th	Symposium,	Innsbruck	(Austria),	26–31	Agosto	2012.
Il valore della sua produzione scientifica è confermato dalle oltre 2280 citazioni bibliografiche di suoi articoli e da un indice H pari a 33.

## Ricerche
Le sue ricerche sono state concentrate sullo studio e conoscenza del problema delle specie invasive ed in particolare del gambero rosso di palude o gambero rosso della Louisiana Procambarus clarkii (Girard, 1852), importata in Spagna dagli Stati Uniti nel 1972 che ha da allora invaso tutta l'Europa. Di questa specie è stata scopritrice di aspetti della sua ecologia comportamentale; riuscendo a sviluppare metodi per il suo controllo. Individuandone anche aspetti sulla salute umana per la capacità di accumulo di metalli pesanti, quando usato come alimento.
Tra le sue ultime ricerche ha affrontato il problema devastante delle invasioni acquatiche per gli ambienti naturali e per le specie alloctone, problema che è riconosciuto essere la seconda causa di minaccia per la biodiversità dopo la distruzione degli habitat. Tra le sue ultime ricerche ha studiando in dettaglio le interazioni tra il Procambarus clarkii e la cozza zebrata Dreissena polymorpha, con i suoi importanti correlati ecologici e socio-economici.
Le sue ricerche sono servite e finalizzate ad individuare, tra le criticità di queste interazioni acquatiche, il ruolo dell'inquinamento biologico in Toscana correlato con i fattori di cambiamento climatico; riuscendone a prevedere gli scenari futuri di adattamento e producendo anche dei modelli predittivi e delle mappe di vulnerabilità dovute all'inquinamento biologico.
Altro campo di interesse sviluppato da Francesca Gherardi è stata la comprensione dei meccanismi cognitivi e del dolore degli invertebrati crostacei, tema poco studiato e in attesa revisione della legislazione europea in tema di benessere animale. In una ricerca pubblicata su: "Ann. Ist. Super. Sanità del 2009" dopo una revisione della letteratura esistente sull'argomento la ricercatrice conclude che i crostacei decapodi potrebbero avere una natura di animali “senzienti”.

## Opere
- con Luciana Borrelli e Graziano Fiorito, Catalogue of Body Patterning in Cephalopoda (A), Firenze University Press, 2006, ISBN 978-88-8453-377-7.
- con Claudia Corti e Manuela Gualtieri, Biodiversity conservation and habitat management, Eolss Publishers, 3 gennaio 2009, ISBN 978-1-84826-920-0.
- Biological Invaders in Inland Waters: Profiles, Distribution and Threats, Springer, 2007,  pp. 536–, ISBN 978-1-4020-6029-8.
- con Roberto Berti, Chemical Ecology in Aquatic Systems, Elsevier, 2007.
- Proceedings of the VIth Colloquium Crustacea Decapoda Mediterranea, Taylor & Francis, 1998.
- con B. Hänfling e F. Edwards, Invasive alien arthropod predators and parasitoids: an ecological approach, New York, NY, Springer Science+Business Media, 2011, ISBN 978-94-007-2708-3.
- con Angela Boggero, Silvia Zaupa, Bruno Rossaro e Valeria Lencioni, Guida tecnica alla programmazione del campionamento e alla scelta della strumentazione idonea per lo studio della fauna macroinvertebrata lacustre (PDF) [collegamento interrotto], su arpat.toscana.it.
- con C. Angiolini, Eradication and control of invasive species. In: EOLSS UNESCO. Encyclopedia of life support systems: biodiversity conservation and habitat management (VOL. 2), pp. 274–302, Oxford: Eolss Publishers, 2007. ISBN 9781848269217. URL: http://www.eolss.net/

### Editor
- J. Emmett Duffy Professor of Marine Science College of William and Mary e Coquimbo Martin Thiel Professor of Marine Biology Universidad Catolica del Norte, Evolutionary Ecology of Social and Sexual Systems : Crustaceans As Model Organisms: Crustaceans As Model Organisms, Oxford University Press, 1º agosto 2007, ISBN 978-0-19-972068-2.
- Collins,	P.	Williner	V.	&	Giri	F.	"Trophic	relationships	in	Crustacea	Decapoda	of	a	river	with	a	floodplain".	In:	Elewa	A.M.T.	(Ed.),	 "Predation	in	organisms",	Springer,	Berlin.
- Wyatt	T.D.	(2011)	“Pheromones	and	behaviour”.	In:	Breithaupt	T.	&	Thiel	M.	(editors)	“Chemical	communication	in	crustaceans.	Springer,	Berlin.
- Thiel	M.	&	Lovrich	G.A.	(2011)	“Agonistic	behaviour	and	reproductive	biology	of	squat	lobsters.”	In:	Poore	G.C.B.,	Ahyong	S.	&	Taylor	J.(editors)	“The	Biology	of	Squat	Lobsters”,	CSIRO.
- Weissburg	M.	(2011)	“Death	from	downstream:	chemosensory	navigation	and	predator‐prey	processes”.	In:	Bronmark	C.,	“Chemical	ecology	of	aquatic	systems”,	Oxford	University	Press

### Articoli pubblicati
- (Postumo)  T. Heger, AT. Pahl; Z. Botta-Dukát; F. Gherardi; C. Hoppe; I. Hoste; K. Jax; L. Lindström; P. Boets; S. Haider; J. Kollmann, Conceptual Frameworks and Methods for Advancing Invasion Ecology., in Ambio, marzo 2013, DOI:10.1007/s13280-012-0379-x, PMID 23532717.
- (Postumo)  C. Capinha, ER. Larson; E. Tricarico; JD. Olden; F. Gherardi, Effects of Climate Change, Invasive Species, and Disease on the Distribution of Native European Crayfishes., in Conserv Biol, marzo 2013, DOI:10.1111/cobi.12043, PMID 23531056.
- L. Aquiloni, PG. Giulianini; A. Mosco; C. Guarnaccia; E. Ferrero; F. Gherardi, Crustacean hyperglycemic hormone (cHH) as a modulator of aggression in crustacean decapods., in PLoS One, vol. 7, n. 11, 2012,  pp. e50047, DOI:10.1371/journal.pone.0050047, PMID 23166815.
- C. Carere, F. Gherardi, Animal personalities matter for biological invasions., in Trends Ecol Evol, vol. 28, n. 1, gennaio 2013,  pp. 5-6, DOI:10.1016/j.tree.2012.10.006, PMID 23131537.
- F. Gherardi, L. Aquiloni; E. Tricarico, Revisiting social recognition systems in invertebrates., in Anim Cogn, vol. 15, n. 5, settembre 2012,  pp. 745-62, DOI:10.1007/s10071-012-0513-y, PMID 22639070.
- E. Cecchinelli, L. Aquiloni; G. Maltagliati; G. Orioli; E. Tricarico; F. Gherardi, Use of natural pyrethrum to control the red swamp crayfish Procambarus clarkii in a rural district of Italy., in Pest Manag Sci, vol. 68, n. 6, giugno 2012,  pp. 839-44, DOI:10.1002/ps.2335, PMID 22396306.
- D. Simberloff, D. Simberloff; J. Alexander; F. Allendorf; J. Aronson; PM. Antunes; S. Bacher; R. Bardgett; S. Bertolino; M. Bishop; TM. Blackburn, Non-natives: 141 scientists object., in Nature, vol. 475, n. 7354, luglio 2011,  p. 36, DOI:10.1038/475036a, PMID 21734689.
- E. Tricarico, L. Borrelli; F. Gherardi; G. Fiorito, I know my neighbour: individual recognition in Octopus vulgaris., in PLoS One, vol. 6, n. 4, 2011,  pp. e18710, DOI:10.1371/journal.pone.0018710, PMID 21533257.
- F. Essl, S. Dullinger; W. Rabitsch; PE. Hulme; K. Hülber; V. Jarošík; I. Kleinbauer; F. Krausmann; I. Kühn; W. Nentwig; M. Vilà, Socioeconomic legacy yields an invasion debt., in Proc Natl Acad Sci U S A, vol. 108, n. 1, gennaio 2011,  pp. 203-7, DOI:10.1073/pnas.1011728108, PMID 21173227.
- P. Pysek, V. Jarosík; PE. Hulme; I. Kühn; J. Wild; M. Arianoutsou; S. Bacher; F. Chiron; V. Didziulis; F. Essl; P. Genovesi, Disentangling the role of environmental and human pressures on biological invasions across Europe., in Proc Natl Acad Sci U S A, vol. 107, n. 27, luglio 2010,  pp. 12157-62, DOI:10.1073/pnas.1002314107, PMID 20534543.
- F. Gherardi, Behavioural indicators of pain in crustacean decapods., in Ann Ist Super Sanita, vol. 45, n. 4, 2009,  pp. 432-8, PMID 20061665.
- E. Tricarico, L. Vilizzi; F. Gherardi; GH. Copp, Calibration of FI-ISK, an invasiveness screening tool for nonnative freshwater invertebrates., in Risk Anal, vol. 30, n. 2, febbraio 2010,  pp. 285-92, DOI:10.1111/j.1539-6924.2009.01255.x, PMID 19572968.
- L. Aquiloni, A. Massolo; F. Gherardi, Sex identification in female crayfish is bimodal., in Naturwissenschaften, vol. 96, n. 1, gennaio 2009,  pp. 103-10, DOI:10.1007/s00114-008-0458-9, PMID 18850080.
- L. Aquiloni, F. Gherardi, Evidence of female cryptic choice in crayfish., in Biol Lett, vol. 4, n. 2, aprile 2008,  pp. 163-5, DOI:10.1098/rsbl.2007.0590, PMID 18270163.
- P. Galeotti, D. Rubolini; G. Fea; D. Ghia; PA. Nardi; F. Gherardi; M. Fasola, Female freshwater crayfish adjust egg and clutch size in relation to multiple male traits., in Proc Biol Sci, vol. 273, n. 1590, maggio 2006,  pp. 1105-10, DOI:10.1098/rspb.2005.3345, PMID 16600888.
- F. Gherardi, E. Tricarico; J. Atema, Unraveling the nature of individual recognition by odor in hermit crabs., in J Chem Ecol, vol. 31, n. 12, dicembre 2005,  pp. 2877-96, DOI:10.1007/s10886-005-8400-5, PMID 16365711.
- S. Barbaresi, E. Tricarico; F. Gherardi, Factors inducing the intense burrowing activity of the red-swamp crayfish, Procambarus clarkii, an invasive species., in Naturwissenschaften, vol. 91, n. 7, luglio 2004,  pp. 342-5, DOI:10.1007/s00114-004-0533-9, PMID 15257390.
- F. Gherardi, R. Pieraccini, Using information theory to assess dynamics, structure, and organization of crayfish agonistic repertoire., in Behav Processes, vol. 65, n. 2, febbraio 2004,  pp. 163-78, DOI:10.1016/j.beproc.2003.09.002, PMID 15222964.